# 게이운
게이운(일본어: 慶雲, けいうん)은 일본의 연호 중 하나이다. 한자 慶雲(경운)은 '교운'(きょううん)이라고도 읽을 수 있다.
- 전후 : 다이호(大宝) 이후 - 와도(和銅) 이전
- 시기 : 704년 ~ 707년
- 천황 : 몬무 천황·겐메이 천황

## 개원
- 다이호 4년 5월 10일(율리우스력 704년 6월 16일)에 상서로운 구름(慶雲)이 나타난 것을 기념하는 의미로 개원하여
- 게이운 5년 1월 11일(율리우스력 708년 2월 7일)에 와도로 개원된다.

## 유래
"게이운"(일본어: 慶雲)이란 저녁 하늘에 나타나는 구름으로 일본 왕실로부터 상서로운 조짐이라 여겨져왔다. 702년(다이호 2년)에 사망한 지토 천황의 장례식 등을 마친 704년 후지와라쿄 (현재의 나라현 카시하라 시 일대)에 나타난 것을 기념하여 개원하였다.

## 게이운 시기에 일어난 일
- 원년
  - 7월 : 702년(다이호 2년)에 파견했던 다이호의 견당사가 귀국했다.
- 2년
  - 5월 : 오사카베 친왕이 사망하였다.
  - 9월 : 오사카베 친왕의 후임으로 호즈미 친왕을 지다조칸지(知太政官事 지태정사관[*])에 임명하였다.
  - 다카마쓰즈카 고분이 축조되었다.
- 3년
  - 3월 : 게이운 개혁에 따라 왕족과 여러 신하의 자연물 점유를 금지하였다.
  - 9월 : 게이운 개혁에 따라 덴소(田租) 관련 법을 개정하였다.
  - 9월 : 나니와로 행차하였다.
- 4년
  - 6월 : 몬무 천황이 사망하였다.
  - 7월 : 몬무 천황의 뒤를 이어 지토 천황의 이복 여동생이 겐메이 천황으로 즉위하였다.

## 서력과의 대조표
| 게이운      | 원년       | 2년        | 3년        | 4년        | 5년        |
| ----------- | ---------- | ---------- | ---------- | ---------- | ---------- |
| 서기 (西紀) | 704년      | 705년      | 706년      | 707년      | 708년      |
| 간지 (干支) | 갑진(甲辰) | 을사(乙巳) | 병오(丙午) | 정미(丁未) | 무신(戊申) |

## 같이 보기
- 일본의 연호 일람
- 경운(慶雲) : 신라의 김헌창이 세운 나라인 장안국(長安國)의 연호였다. (822년)

| 이전 다이호 | 일본의 연호 704년 ~ 707년 | 다음 와도 |